# Hans Brückner (Schauspieler)
Hans Brückner (* 1961) ist ein deutscher Schauspieler.

## Leben
Nach dem Schulbesuch nahm Hans Brückner von 1990 bis 1992 Schauspielunterricht bei der Schauspiellehrerin Else Bongers. In dieser Zeit erhielt er 1991 seine erste Rolle an der Akademie der Künste zu Berlin im Stück Wladimir Majakowski – Ungeduld des Jahrhunderts. Dem folgte im darauffolgenden Jahr ein Auftritt im Stück Endstation Asyl am Ratibor Theater in Berlin-Kreuzberg.
In Los Angeles besuchte Hans Brückner im Jahre 1994 den Hollywood Acting Workshop Ray Allen, Sam Christianson und 2004 das Institut für Schauspiel. 2008 spielte er am Nationaltheater Mannheim im Stück Marlene. Etwa gleichzeitig übernahm er erste kleinere Filmrollen, beispielsweise im 2015 gezeigten Kinofilm Tod den Hippies!! Es lebe der Punk, dem weitere Rollen bei Film und Fernsehen folgten. Überwiegend tritt er in Kriminalfilmen und -serien in Episoden- oder Nebenrollen auf, beispielsweise bereits mehrfach in der Reihe Unter Verdacht mit Senta Berger, im Tatort oder den SOKO-Reihen.
1994 nahm er am Hollywood Acting Workshop Ray Allen in Los Angeles teil. 2004 besuchte er das Institut für Schauspiel Elke Petri.
Hans Brückner lebt in Berlin und ist Mitglied des Bundesverbandes Schauspiel e. V. (BFFS).

## Filmographie (Auswahl)
- 2005: Herzlichen Glückwunsch
- 2010: Alarm für Cobra 11 – Die Autobahnpolizei: Der Anschlag (TV-Reihe)
- 2011: Notruf Hafenkante – Alles Lüge (TV-Reihe)
- 2013: Heiter bis tödlich: Hauptstadtrevier (TV-Reihe)
- 2013: Letzte Spur Berlin: Heimweg (TV-Reihe)
- 2014: Ein Fall von Liebe, Folge Vater und Sohn (TV-Reihe)
- 2015: Tod den Hippies!! Es lebe der Punk
- 2015: Unsichtbare Jahre (TV)
- 2015: Weiber – Schwestern teilen alles (TV)
- 2015: Binny und der Geist (TV-Reihe)
- 2016: Lotta & der dicke Brocken (TV-Reihe)
- 2017: Tatort: Am Ende geht man nackt (TV-Reihe)
- 2017: SOKO Wismar: Schiffe versenken (TV-Reihe)
- 2017: Der Usedom-Krimi: Bruderkrieg (TV-Reihe)
- 2017: Marie fängt Feuer: Am Ende aller Tage (TV-Reihe)
- 2018: Der Pass (Fernsehserie)
- 2019: Der Usedom-Krimi: Winterlicht (TV-Reihe)
- 2019: Ein ganz normaler Tag (TV)
- 2019: Notruf Hafenkante – Reichsbürger (TV-Reihe)
- 2020: Die verlorene Tochter (Fernsehserie)
- 2021: Extraklasse 2+ (Fernsehfilm)
- 2022: Die Drei von der Müllabfuhr – (K)eine saubere Sache (Fernsehreihe)
- 2022: Wilsberg: Fette Beute (Fernsehreihe)
- 2022: SOKO Wismar: Lug und Trug (TV-Reihe)